# Bembidion dirisor
Bembidion dirisor är en skalbaggsart som beskrevs av Thomas Casey. Bembidion dirisor ingår i släktet Bembidion och familjen jordlöpare. Inga underarter finns listade i Catalogue of Life.